# 喙果崖豆藤
喙果崖豆藤（学名：Millettia tsui）是豆科崖豆藤属的植物，为中国的特有植物。分布在中国大陆的广东、贵州、海南、广西、湖南、云南等地，生长于海拔200米至1,600米的地区，常生于山坡、密林中、灌丛中、山谷及疏林中，目前尚未由人工引种栽培。

## 别名
考虑豆（广西）